# 重本小鳥
重本小鳥（重本 ことり，1996年10月5日—）是出身於日本德島縣的藝人，隸屬GOLD，前Dream5成員。
體型嬌小，身高只有147.5cm。名字「小鳥」聽起來很像藝名，其實是本名。因為剛出生的時候，剛好有小鳥在產房的窗外鳴叫，所以命名。個性善良活潑，最尊敬的藝能界前輩是森田一義（塔摩利）。喜歡的歌手有倖田來未和濱崎步。
2019年2月，宣佈暫停所有演藝活動。3月4日，宣佈退出演藝圈。

## 演出作品

### 電視
- NHK教育 《天才兒童MAX》（2008年～2009年）- TV戰士
- 天才兒童MAX 片尾曲2008年度第一部片尾曲「轉sekai！〜我們的狂歡節〜 / TV戰士2008」
歌：千葉一磨、細田羅夢、小關裕太、川崎樹音、笠原拓巳、藤井千帆、渡邉聖斗、鍋本帆乃香、荒木次元、丸山瀨南、吉野翔太、山田樹里亞、重本小鳥、伊藤元太、水本凜、木村遼、武田聖夜、島田翼、田中理來）
作詞：
作曲：笹沼直/塚田良平

### 參與MV(Dream5)
I don't obey〜僕らのプライド〜(收錄在單曲:I don't obey〜僕らのプライド〜<CD+DVD>)	
僕らのナツ!!(收錄在單曲:僕らのナツ!!<CD+DVD>)
恋のダイヤル6700(收錄在單曲:恋のダイヤル6700<CD+DVD>)
Like & Peace!(收錄在單曲:Like & Peace!<CD+DVD>)
キラキラ Every day(收錄在單曲:キラキラ Every day<CD+DVD>)
I★my★me★mine(收錄在單曲:I★my★me★mine/EZ DO DANCE<CD+DVD>)
EZ DO DANCE(收錄在單曲:I★my★me★mine/EZ DO DANCE<CD+DVD>)
READY GO!!(收錄在單曲:READY GO!!/Wake Me Up!<CD+DVD>)
シェキメキ!(收錄在單曲:シェキメキ!<CD+DVD>)
COME ON!(收錄在單曲:COME ON!/ドレミファソライロ<CD+DVD>)
ドレミファソライロ(收錄在單曲:COME ON!/ドレミファソライロ<CD+DVD>)
Hop！Step！ダンス(收錄在單曲:Hop！Step！ダンス<CD+DVD>)
Break Out!(收錄在單曲:Break Out!/ようかい体操第一<CD+DVD>)
ようかい体操第一(收錄在單曲:Break Out!/ようかい体操第一<CD+DVD>)

## 外部連結
- avex artist academy
- 重本小鳥